# Oca

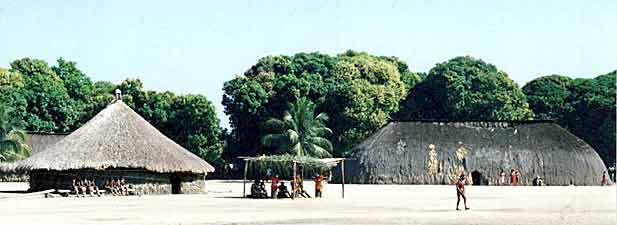
Rechts: Oca der Kamayurá im Parque Indígena do Xingu.
Mitte: provisorischer Bau für Festbesprechungen.
Links: rundes Flötenhaus der Männer zur Aufbewahrung ritueller Gegenstände.

Als Oca werden die rechteckigen Häuser der indigenen Bevölkerung Brasiliens bezeichnet. Das Wort entstammt den Tupí-Guaraní-Sprachen von dem Wort oka.
Sie werden in der Regel aus Balken errichtet und mit Farn- oder Palmenblättern gedeckt und können bis 40 Meter lang sein. Die Bauzeit beträgt bei einer Beteiligung von etwa 20 bis 30 Indios 10 bis 15 Tage. Die Haltbarkeit wird mit fünf bis 20 Jahren angegeben.
Ein Oca wird von achtzig bis hundert Personen bewohnt, vier bis 12 Ocas bilden eine Maloca um einen geebneten Platz.

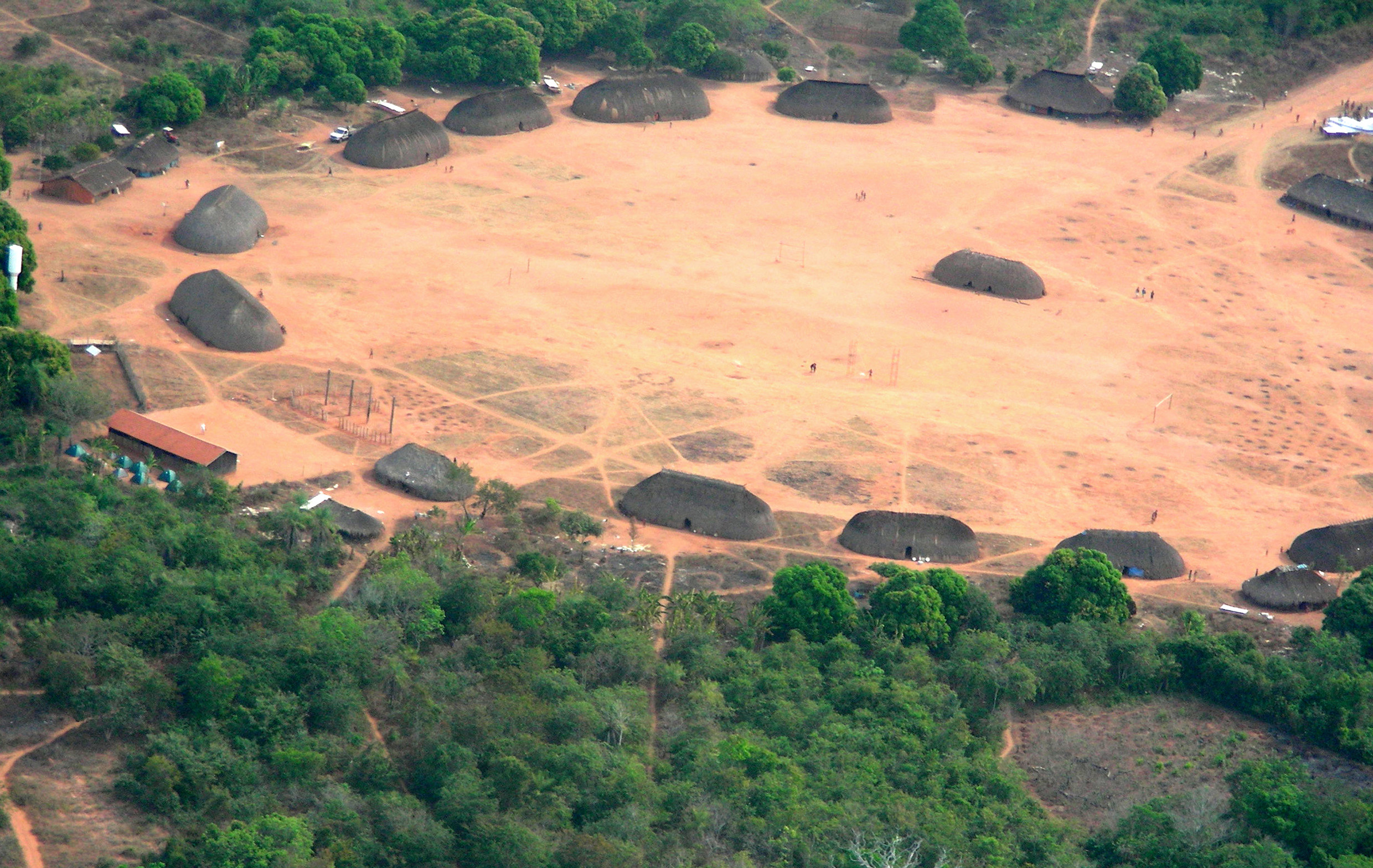
Maloca mit Ocas im Parque Indígena do Xingu
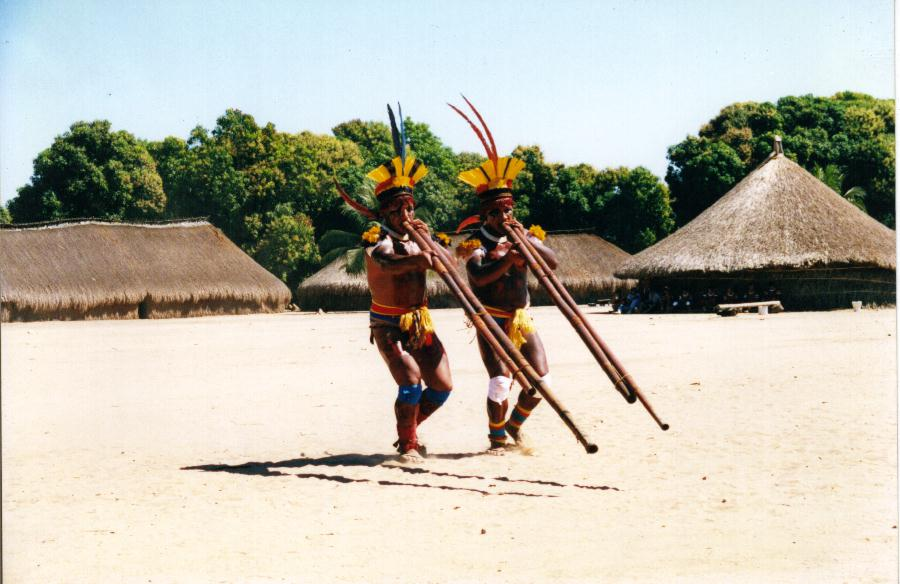
Oca (links)